# アパレル産業
アパレル産業（アパレルさんぎょう）とは、衣服の製造業及び流通業のこと。アパレル  (英: apparel ) は衣服を意味する英語の古語に由来する語で、日本語では主に洋装系の既製服を指し、また「アパレル産業」の意味にも用いられる。衣服の企画・製造・卸売を行う企業をアパレルメーカーと呼ぶ。

## アパレル産業と繊維工業や繊維産業の関係、線引き
世界産業分類基準（GICS）では一般消費財・ サービスセクターに「耐久消費財・アパレル」という産業グループの分類が設けられている。
なお、近接する用語・概念に繊維工業や繊維産業があるが、「繊維工業」は織物（テキスタイル）製造業である。一方、繊維産業という用語は、指す範囲がかなり広く、化学繊維製造業、繊維工業、および（当記事で扱う）アパレル産業の3つを基本として、さらにそれらを扱う卸売業・小売業や総合商社や「デパートの繊維部門」まで幅広く指しており、製造されている品も、衣料向けのほか、産業資材（建材・自動車・航空機等）・衛生資材・生活資材向けの繊維製品があるという違いがある。 
かつての繊維業界の中心は織物などの製造であった。このような織物を「繊維一次製品」と呼ぶのに対して、衣服製造品は「繊維二次製品」と呼ばれ、衣服製造業者は二次製品メーカーと呼ばれた。その後、衣服製造及び流通の産業化に伴って、1972年頃からアパレル産業と呼ばれるようになり、1977年に通産省生活産業局がこの語を用いた報告書（通商産業省 (1977)）を刊行してから一般化した。この報告書では、日本標準産業分類における「繊維工業」内の「メリヤス製造業」と「衣服、その他の繊維製品製造業」を「アパレル製造業」とし、また流通業については「卸売業及び小売業」を対象にしている。
日本標準産業分類はその後の改定で中分類「繊維工業（衣服、その他の繊維製品を除く）」と「衣服・その他の繊維製品製造業」が中分類「繊維工業」に統合されている。 
既製服の製造と小売は、歴史的には分離しているケースが多かったが、1980年代後半より、SPA (英: specialty store retailer of private label apparel ) と呼ばれる、企画・製造から小売までを手がける業態が増えている。日本では、大規模な繊維問屋街を持つ岐阜市（岐阜県）や学生服やジーンズの生産で有名な児島を有する三備地域（岡山県南部から広島県東部）等が、アパレル産業の盛んな地域として知られている。

## アパレル産業の世界規模
2016年の世界の繊維全体の最終需要量は8800万tで、1990年の約2.3倍となり、一人当たり需要量も約1.6倍に増加した。
統計的に言うと、2020年代の現在、毎年世界ではおよそ800億点の衣服が購入されている。
国別の統計で見ると（「着」だけでは表せない場合があるとして「ユニット」という言葉で数えた統計によると）購入数が多い国の上位は、中国 400億ユニット、アメリカ合衆国 170億ユニット、インド 60億ユニット、日本 33億ユニット、ブラジル 23億ユニット、ドイツ 23億ユニット、イギリス 21億ユニット、ロシア 20億ユニット、フランス 15億ユニットなどとなっている。
なお、世界のアパレル産業は新型コロナのパンデミックが発生した際に打撃を受け（統計により若干数字は異なるが）2020年は前年と比べておよそ18%から20%ほど縮小した。

## 産業構造
繊維製品および衣料品の関連産業は、農業からサービス業に至るまで幅広くあげることができる。

## 職種
まずアパレル産業を担う職種の主なものを例示する。
企画
- マーチャンダイザー (MD)
- ファッションディレクター（ディレクター）
- ファッションプランナー（プランナー）
- ファッションデザイナー（デザイナー）
- テキスタイルデザイナー（デザイナー）
- カラーコーディネーター（コーディネーター）、カラリスト

製造、生産
- パタンナー
- サンプルメーカー
- 仕立て屋、テーラー、ドレスメーカー
- 縫子（針子）、ソーイングスタッフ（縫製技術者）、和裁士

- 生産管理
- 品質管理、TES（繊維製品品質管理士）

流通、販売
- バイヤー
- アパレルショップ店員（店舗スタッフ）
- ファッションアドバイザー（アドバイザー）(FA) - 主に小売店でお客の相談相手になり販売を助ける

クライアントへのファッション情報提供、コーディネートなど
- ファッションコーディネーター（コーディネーター）
- スタイリスト

その他
- ファッションジャーナリスト（ジャーナリスト）、プレス
- ファッション評論家（評論家）

## 職業能力
アパレル産業全般、あるいはその中の特定の職種で必要とされている職業能力について例示する。
中央職業能力開発協会（JAVADA）が厚生労働省から委託を受けまとめた職業能力評価基準のうち、被服関連の職業（業種）、職種、職務、能力ユニット名には次のものがあり、それがほぼ該当するので下に挙げる。

### アパレル分野（その他）
全職務共通
ファッション感覚の醸成
コミュニケーションと協働
企業倫理と法令遵守（コンプライアンス）
戦略及び目標の設定とプロセス・成果のマネジメント
予算策定とコストのマネジメント
組織と人のマネジメント
アパレル企画
マーチャンダイジング
ブランド戦略の設定と検証
シーズンテーマの設定（マーチャンダイジング）
商品計画の策定
生産計画の立案
販売・プロモーション方針の策定と推進
VMDプランニング及び実施支援
展示会開催業務 　　※アパレルメーカーやブランドが、小売企業に対して、約半年先のシーズンで販売する予定の新作を発表するイベント。開催目的は、自社ブランドの認知度を向上させたり、今まで取引の無い新規の小売企業と取引を開始することであり、展示会の場で商談を行い、注文も受け付ける。
デザイン
シーズンテーマの設定（デザイン）
アイテム・素材構成の設定とファブリケーション
製品イメージの具現化（デザイン）
展示会開催業務
アパレル設計
パターンメーキング（型紙製作）
製品イメージの具現化（パターンメーキング）
生産に向けたパターン作成
生産に向けたパターン修正
検反作業 ※素材となる布のことを反物ともいい、その検査なので略して検反という。
延反・裁断作業
縫製作業
最終仕上げ
製品検査
アパレル製造
検反・裁断
検反作業
延反・裁断作業
縫製
縫製工程分析
縫製作業
最終仕上げ
製品検査
パターンメーキング（型紙製作）
製品イメージの具現化（パターンメーキング）（再掲）
生産に向けたパターン作成
生産に向けたパターン修正
アパレル販売
販売
接客
顧客管理
売り場作り・VMD
商品管理
店頭情報の収集・フィードバック
店舗（の）計数管理 　※「計数管理」とは会計・原価計算・統計数学などを用い、経営や運営を計数的に（つまり数という性質で把握して）管理すること
店舗運営（全て選択）
各種計画策定
店舗の人事管理
店舗運営
店舗運営（該当ユニットを選択）
接客（再掲）
顧客管理（再掲）
売り場作り・VMD（再掲）
商品管理（再掲）
店頭情報の収集・フィードバック（再掲）
店舗計数管理（再掲）
店舗管理
販売・プロモーション方針の策定
顧客政策
VMD（商品を顧客から見てより魅力的に見えるよう演出すること）のプランニング及び実施支援
商品政策
店舗計数管理統括
店舗の人事管理支援
店舗の問題解決
店舗開発・渉外
展示会開催業務

### クリーニング業（サービス業関係）
全職務共通
企業ビジョンに基づく業務の推進及び諸ルールの遵守
関係者との連携と業務の効率的遂行
予算策定とコストのマネジメント
組織と人のマネジメント
経営管理
営業管理
店舗管理
外交営業管理
工場管理
工場運営管理
環境管理
品質管理
品質管理
クレーム情報収集・管理
工場
工場作業
洗濯物仕分け
洗浄
しみ抜き
仕上げ
検査・包装
機械・工場保全
仕上り品保管
外注品・リフォーム品管理
配送
配送
営業
店舗業務
店舗業務
外交営業
外交営業

## 関連行事

### コンクール・コンテスト
- 技能五輪国際大会（World Skills Competition) 洋裁部門（Ladies Dressmaking） - ワールドスキルズインターナショナル（WSI：World Skills International)（1950年～）
- 技能五輪全国大会 洋裁、和裁、貴金属装身具部門 - 中央職業能力開発協会（1963年～）青年技能者（原則23歳以下）対象
- 技能グランプリ大会 染色補正、婦人服製作、紳士服製作、和裁、貴金属装身具部門 - 中央職業能力開発協会、社団法人全国技能士会連合会共催（1981年～）。特級、1級および単一等級の技能士で多年の実務経験も必要
- 全国アビリンピック（全国障害者技能競技大会）職業技能競技種目 洋裁、洋服、縫製部門、生活・余暇技能競技種目 編物、刺繍部門 - :独立行政法人高齢・障害・求職者雇用支援機構（1972年～）
- 国際アビリンピック（国際障害者技能競技大会）職業技能競技種目 洋裁－婦人服（応用）、洋裁－婦人服（基礎）、洋服－紳士服部門、生活余暇技能競技種目 刺繍、編物部門 - :国際アビリンピック連合 (IAF)、国際リハビリテーション協会 (RI) 共催（1981年～）
- 日本洋装技能コンクール - 社団法人日本洋装協会
- 全国和裁技術コンクール - 社団法人日本和裁士会（1954年～）
- 全国きものコンテスト - 日本和装コンサルタント協会
- 全日本きものの女王コンテスト - 社団法人全日本きもの振興会（1966年～）

### イベント
世界3大テキスタイル見本市
- プルミエール・ビジョン (Première Vision) - フランス、パリ（1973年～）
- インターストッフ (interstoff) - ドイツ、フランクフルト（1973年～）
- イデアコモ (Ideacomo) - イタリア、ミラノ（1975年～）

その他主要な見本市
- ミラノ・ウニカ (Milano Unica) - イタリア、ミラノ（2005年～）
- インターストッフ・アジア・エッセンシャル (Interstoff Asia Essential) - 中華人民共和国、香港
- 東京発日本ファッション・ウィーク（2005年～） - 有限責任中間法人日本ファッション・ウィーク推進機構（旧、ファッション戦略会議）・財団法人日本ファッション協会
- 神戸ファッション・ウィーク - 神戸ファッションウィーク推進協議会（神戸ファッションウィーク実行委員会）

## 関連規格
被服に関連する各種規格コード等を例示する。このうちICSは、国際規格、地域規格、国家規格等について、国際的に共通 の分類を行う事を目的にISOによって作成されたコード体系である。

### ICSコード一覧
ICS (International Classification for Standards) 国際規格分類
03 - Services. Company organization, management and quality. Administration. Transport. Sociology （サービス。経営組織、管理及び品質。行政。運輸。社会学）
03.080: Services
03.080.30 Services for consumers
Including hotels, restaurants, washing, cleaning, removals, funerals, etc.
Consumer information, see 97.020
Transport services and costs, see 03.220
59 - Textile and leather technology （繊維及び皮革技術）
59.020 Processes of the textile industry （繊維助剤）
59.040 Textile auxiliary materials
Including feathers and down
Surface active agents, see 71.100.40
59.060 Textile fibres （紡織繊維）
59.080 Products of the textile industry （繊維工業製品）
Fishing nets, see 65.150
Home textiles and linen, see 97.160
Materials for the reinforcement of composites, see 59.100
Upholstery, see 97.140
59.100 Materials for the reinforcement of composites （複合強化材料）
59.120 Textile machinery （繊維機械）
59.140 Leather technology （皮革技術）
Including fur and imitation leather
Footwear, see 61.060
Sewing machines and machines for footwear production, see 61.080
61 - Clothing industry （被服工業）
61.020 Clothes （被服）
Including underwear, nightwear, knitwear, military clothing, hosiery, etc. and their labelling and size coding schemes
Medical garments, see 11.140
Protective clothing, see 13.340.10
61.040 Headgear. Clothing accessories. Fastening of clothing （かぶりもの、衣服の付属品、衣服の止め具）
Including ties, gloves, scarves, handkerchiefs, belts, braces, buttons, zip-fasteners, umbrellas, etc.
Protective gloves, see 13.340.40
Protective headgear, see 13.340.20
61.060 Footwear （はき物） 
Including shoelaces
Protective footwear, see 13.340.50
61.080 Sewing machines and other equipment for the clothing industry （縫製機械及びその他の設備） 
Including household sewing machines
Washing machines, driers, ironing and pressing appliances, see 97.060
97 - Domestic and commercial equipment. Entertainment. Sports （家庭用及び商業用設備．娯楽．スポーツ）
97.060 Laundry appliances （洗濯機具）
Including washing-machines, dry-cleaners, driers, ironing and pressing appliances, etc.
97.160 Home textiles. Linen （家庭用繊維製品．リネン）
Including duvets, blankets, bedding
Electric blankets, see 97.030
97.195 Items of art and handicrafts （美術及び手工芸）
Including equipment and materials for creating items of art and handicrafts

### ISO TCコード一覧
ISO (International Organization for Standardization) 国際標準化機構
TC (Technical Committee) 技術委員会
TC 38 - Textiles
TC 38/SC 1 Tests for coloured textiles and colorants
TC 38/SC 2 Cleansing, finishing and water resistance tests
TC 38/SC 20 Fabric descriptions
TC 38/SC 23 Fibres and yarns
TC 38/SC 24 Conditioning atmospheres and physical tests for textile fabrics
TC 72 - Textile machinery and accessories
TC 72/SC 1 Spinning preparatory, spinning, twisting and winding machinery and accessories
TC 72/SC 3 Machinery for fabric manufacturing including preparatory machinery and accessories
TC 72/SC 4 Dyeing and finishing machinery and accessories
TC 72/SC 5 Industrial laundry and dry-cleaning machinery and accessories
TC 72/SC 7 Data interfaces for monitoring and control of textile machinery
TC 72/SC 8 Safety requirements for textile machinery
TC 72/SC 9 Graphical symbols for textile machinery
TC 91 - Surface active agents
TC 133 - Sizing systems and designations for clothes - STANDBY
TC 137 - Footwear sizing designations and marking systems
TC 174 - Jewellery
TC 217 - Cosmetics

### JIS部門・分類名
JIS (Japanese Industrial Standards) 日本工業規格
L.繊維 一般
試験及び検査
糸・条
織物・編組物
繊維製品
糸類製造機械
織物・編組物製造機械
染色仕上機械

## 大手アパレル企業

### 世界の小売店の順位
世界の小売店の売上高の順位は、2012年度で次のとおりとの分析がある。
- 1位  Inditex （スペインが拠点で、ZARAなどのブランドを保有。）
- 2位  H&M（スウェーデンが拠点）
- 3位  GAP（アメリカ合衆国が拠点）
- 4位  Limited Brands（英語版）（アメリカ合衆国が拠点）
- 5位  ファーストリテイリング（日本が拠点で、ユニクロやジーユーなどを世界展開）
- 6位   C&A（ドイツ語版、英語版）Europe（オランダが拠点）
- 7位  Next（イギリスが拠点）
- 8位  プライマーク（アイルランドが拠点）
- 9位  しまむら（日本が拠点）

### 日本のアパレルメーカー売上順位
また日本国内のメーカーに限った順位は次のようになっている。
| 順位 | 会社名                     | 売上 (億円) |
| ---- | -------------------------- | ----------- |
| 1    | ファーストリテイリング     | 21,329      |
| 2    | しまむら                   | 5,836       |
| 3    | アダストリア               | 2,015       |
| 4    | ワコールホールディングス   | 1,728       |
| 5    | ワールド                   | 1,713       |
| 6    | 良品計画                   | 1,690       |
| 7    | オンワードホールディングス | 1,684       |
| 8    | 青山商事                   | 1,659       |
| 9    | 西松屋チェーン             | 1,630       |
| 10   | AOKIホールディングス       | 1,549       |

## 課題
アパレル産業が流行に合わせ大量生産した服が大量に廃棄されることから、国連貿易開発会議では世界第2位の環境汚染産業と指摘された。これに合わせ、アパレルメーカーでは補修サービスなどにより環境負荷を抑える試みが模索されている。